# Сизов, Михаил Васильевич
Михаил Васильевич Сизов (род. 1919) — гвардии старшина, участник Великой Отечественной войны, командир 76-мм орудия 241-го гвардейского стрелкового полка 75-й гвардейской стрелковой дивизии, кавалер ордена Славы трёх степеней.

## Биография
Родился 11 ноября 1919 года в дер. Власово, ныне Островского района Костромской области в семье крестьянина. В 1939 году окончил Горьковский коммунально-строительный техникум (ныне Нижегородский строительный техникум). Работал техником в тресте «Водоканализация» г. Горький (ныне Нижний Новгород). В Красной Армии с 1939. Член КПСС с 1944.
На фронте с марта 1943. Гвардии сержант Сизов М.С. был заряжающим, а затем командиром 76-мм орудия 241-го гвардейского стрелкового полка (75-я гвардейская стрелковая дивизия). 
В боях на Курской дуге, отражая наступление гитлеровцев, прямой наводкой подбил один танк и рассеял пехоту противника. Вел огонь, пока орудие не было раздавлено танком. За мужество и храбрость, проявленные в этом сражении, награждён орденом Отечественной войны II степени  и медалью «За боевые заслуги» .
При форсировании реки Днепр, захвате плацдарма севернее Киева и в боях за расширение плацдарма расчёт орудия Сизова М.В. уничтожил два тяжёных миномёта и одну 75-мм пушку противника, три станковых пулемёта, 12 повозок с грузами, несколько блиндажей и до роты солдат. Награждён медалью «За отвагу» .
В боях на калинковичском направлении в январе 1944 года находился со своим расчетом в боевых порядках пехоты. Ведя огонь прямой наводкой, бойцы уничтожили две противотанковые пушки и четыре пулеметных точки с прислугой. Когда кончились снаряды и вражеские автоматчики были вблизи, Сизов М.В. организовал круговую оборону. Артиллеристы гранатами и автоматным огнем отразили несколько атак противника, истребив до 30 гитлеровцев.  Награждён орденом Славы 3 степени .
В июне 1944 года при прорыве обороны противника на 1-м Белорусском фронте близ населённого пункта Михайловка расчет гв. старшего сержанта Сизова, поддерживая наступление стрелков, подавил четыре огневых точки противника. 26.6.44 в бою за населённый пункт Снов (Несвижский р-н Минской обл., Белоруссия) поразил автомашину с солдатами, три пулеметных точки, два батальйонных миномета и наблюдательный пункт. Награждён орденом Славы 2 степени .
В октябре 1944 года на 3-м Прибалтийском фронте в составе 61-й армии гв. сержант Сизов М.В. в боях за населённый пункт Ропажи (ныне Гаркалне, Латвия) прямой наводкой разбил две пулеметные точки и разрушил дом, в котором засели автоматчики противника. Прикрывая переправу через реку Маза-Югла (северо-восточнее г. Огре, Латвия), подавил две пулеметные точки, после чего переправился с расчетом на противоположный берег реки и отражал контратаки противника. В ходе боя заменил выбывшего наводчика орудия и лично поразил три пулеметных точки врага, несколько солдат и помог подавить огонь вражеских минометов. В ходе боя за населённый пункт 
Улброка (Латвия) ликвидировал две пулеметных точки с прислугой и противотанковое орудие, в результате чего сопротивление противника было сломлено. Награждён орденом Славы 1 степени .
В октябре 1945 года гвардии старшина Сизов М.В. был демобилизован. Жил в г. Рига (Латвия). Работал начальником строительно-монтажного управления Министерства местной промышленности Латвийской ССР, зам. директора сельхозпредприятия «Ригазец». Имел почетное звание «Заслуженный строитель Латвийской ССР».

## Награды
- орден Отечественной войны I степени
- орден Отечественной войны II степени
- Орден Славы I степени
- Орден Славы II степени
- Орден Славы III степени
- Медаль «За отвагу» (СССР)
- Медаль «За боевые заслуги»